# Piletocera cyclospila
Piletocera cyclospila là một loài bướm đêm trong họ Crambidae.